# La Prensa (Nicaragua)
La Prensa è un quotidiano nicaraguense fondato nel 1926. È la testata più diffusa del Paese centroamericano.

## Storia
Fu fondata il 2 marzo 1926 da Don Gabry Rivas, Enrique Belli e Pedro Belli, che firmarono una società per azioni denominata Compañía Talleres Gráficos La Prensa, con un capitale di 5.000,00 Córdoba nicaraguensi, che, secondo l'atto, era il valore dei macchinari.
Nel 1928 Enrique Belli vendette i suoi diritti nella società ad Adolfo Díaz, che due mesi dopo li vendette a Ernesto Solórzano Díaz, che acquistò anche la quota di Gabry Rivas. Nel 1929, Pedro Belli divenne l'unico proprietario dell'azienda grazie all'acquisto da Ernesto Solórzano Díaz. In seguito vendette metà delle sue azioni ad Adolfo Ortega Díaz. I due formarono quindi la società "Pedro Belli y Ortega Díaz Ltda".
Nel 1930 il Dr. Pedro J. Chamorro Zelaya acquisì la metà delle azioni di quell'azienda, formando la società "Pedro Belli y CIA. LTDA. Nel 1932 acquistò la quota di Pedro Belli e divenne l'unico proprietario della testata con l'intento di promuovere i principi del Partito Conservatore del Nicaragua, oltre a pubblicizzare studi storici sul Paese. Zelaya morì nel 1951, lasciando come erede universale la moglie Margarita Cardenal, che il 26 marzo 1961, insieme ai figli, costituì la società per azioni LA PRENSA, S.A., i cui azionisti sono oggi per lo più i suoi discendenti.
Nel 1931, durante il terremoto di Managua, le linotype del giornale, le prime ad essere state importate dal Paese, andarono distrutte. Poterono essere sostituite solo nel 1946. La distruzione fu tale che il giornale non fu pubblicato per più di un anno.
La Prensa subì la prima censura nel 1934 per ordine di Juan Bautista Sacasa, perché troppo critica nei confronti del governo. Iniziò così una lunga storia di censura sotto molti governi diversi.
Nel 1936 Anastasio Somoza García, salito al potere con un colpo di Stato, iniziò a censurare il giornale. Le minacce contro La Prensa per la sua posizione anti-somocista divennero una consuetudine. Nel 1945, con il pretesto della sicurezza nazionale, il governo ordinò a La Prensa di chiudere i battenti per un periodo di tempo indefinito.
Nel 1952, dopo la morte di Pedro Joaquín Chamorro, il figlio maggiore, Pedro Joaquín Chamorro Cardenal, divenne il nuovo direttore de La Prensa. A lui va il merito di aver risollevato le sorti del giornale. Chamorro Cardenal aumentò anche la retorica anti-Somoza dei suoi editoriali, mettendo La Prensa a maggior rischio da parte del regime. Somoza aumentò quindi la sua pressione sui redattori de La Prensa. Il 22 maggio 1953, uno dei compari di Somoza, il generale Andrès Murillo, inviò una folla somocista ad assaltare il nuovo edificio del giornale a Managua. Chamorro Cardenal fu arrestato, inviato al tribunale militare, imprigionato e presumibilmente torturato per diversi mesi prima di essere rilasciato.
Nel 1956 Somoza fu assassinato e suo figlio Luis Somoza Debayle gli succedette al potere. Come suo padre, Somoza Debayle non tollerava le forti critiche al suo regime mosse da La Prensa, che sosteneva di essere a favore di un governo responsabile, di una democrazia partecipativa e di politiche economiche neoliberali. Quell'anno, La Prensa fu nuovamente occupata dalle forze di Somoza e Chamorro Cardenal fu accusato di aver aiutato i cospiratori che avevano ucciso il padre di Debayle. In seguito fu imprigionato e costretto a pubblicare le condoglianze al defunto dittatore Somoza. La Prensa fu d'ora in poi sottoposta a una prolungata censura da parte del regime.
Nel 1959 Chamorro Cardenal si recò all'Avana per incontrare Fidel Castro e contrattare un accordo per la fornitura di armi e munizioni. Dopo lunghe trattative, i disaccordi tra i due uomini non portarono a nessun accordo. Tuttavia, nel maggio dello stesso anno, Chamorro aveva raccolto capitali e armi sufficienti per far sbarcare 120 uomini, compreso lui stesso, nelle province di Boaco e Chontales, nel tentativo di rovesciare Somoza Debayle. L'invasione, nota come la cosiddetta Guerrilla de Olama y Mollejones, fallì e Chamorro fu catturato. Fu condannato a diversi anni di prigione.
Nel 1963 La Prensa fu elogiata per aver lanciato una campagna di alfabetizzazione, un concetto che fu poi adottato dal FSLN salvadoregno. Con strumenti modesti, La Prensa fece scalpore a livello nazionale pubblicando oltre 100.000 abbecedari che costituirono la spina dorsale della Campagna nazionale di alfabetizzazione. Furono inoltre stampate e diffuse mappe del Nicaragua a milioni di persone che non avevano mai avuto l'opportunità di studiarne una a scuola. Il programma fu distribuito dall'UNESCO agli "insegnanti" locali. In particolare, i futuri sandinisti come Ernesto Cardenal, Sergio Ramirez, Gioconda Belli Murillo e Carlos Mejía Godoy contribuirono alla campagna. Ma quell'anno Somoza ordinò lo scioglimento del Comitato nazionale della Campagna patriottica di alfabetizzazione.
Il 23 dicembre 1972 la sede de La Prensa fu distrutta dall'enorme terremoto che rase al suolo gran parte di Managua. Chamorro ricostruì gli uffici del giornale sulla Carretera Norte e riaprì nel marzo 1973.
Negli anni successivi, la resistenza contro Somoza si sviluppò in numerosi aree del Nicaragua. La Prensa continuò a essere una voce dell'opposizione anche quando diversi talk show radiofonici e organi di informazione furono chiusi dal governo. Nell'agosto del 1978, Chamorro prestò 50.000 Cordobas del giornale a un'operazione sandinista.
La mattina del 10 gennaio 1978, Chamorro fu bloccato da una Toyota verde mentre si recava al lavoro. Fu colpito da diversi colpi di fucile e morì in un'ambulanza mentre si recava al vicino ospedale. In Nicaragua si ritiene che dietro l'omicidio ci sia il figlio di Somoza, "El Chigüin". Chamorro divenne un martire e il suo assassinio contribuì ad accendere una diffusa opposizione al governo di Somoza. Dopo il suo assassinio le classi medie e alte sostennero l'insurrezione sandinista. Il suo assassinio fu un catalizzatore per l'inizio dell'insurrezione finale di massa contro Somoza.
Poco prima di partire per l'esilio Somoza ordinò la distruzione de La Prensa da parte delle sue guardie che usarono il cherosene per dare fuoco all'edificio. La Prensa fu ricostruita nel giro di pochi mesi.
Dopo la caduta del governo, la vedova di Chamorro, Violeta, fece parte della Giunta di Ricostruzione Nazionale composta da cinque membri. Tuttavia, Chamorro e i sostenitori della rivoluzione della classe media avevano una visione del Paese diversa da quella dei sandinisti. Quando divenne evidente che queste differenze non potevano essere risolte, Violeta Chamorro si dimise dalla giunta nel 1980 e iniziò ad opporsi ai Sandinisti.
Secondo Noam Chomsky, La Prensa post-1980 non ha praticamente alcuna relazione con il giornale che si opponeva a Somoza. Nel 1980, il proprietario de La Prensa licenziò il direttore Xavier Chamorro Cardenal. L'80% dei dipendenti del giornale se ne andò con Chamorro Cardena a causa della linea sempre più antisandinista de La Prensa e fondò El Nuevo Diario.
Subito dopo l'approvazione di nuove leggi da parte della Giunta, la libertà di stampa divenne soggetta a molti criteri politici. Il 22 luglio 1979, la Legge di Emergenza Nazionale permise di porre tutti i media del Nicaragua sotto il controllo del governo. Il 10 settembre 1980, i decreti 511 e 512 stabilirono la censura preventiva per questioni di sicurezza nazionale.
In questo periodo gli Stati Uniti, con l'appoggio de La Prensa, iniziarono la loro campagna contro il governo sandinista, fornendo sostegno finanziario e armi segrete ai Contras. In questa lotta contro i sandinisti, La Prensa è stata spesso accusata di essere una marionetta della CIA. Il personale è stato accusato di essere simpatizzante della Contra e quindi "vende-patrias" o traditori della patria. Il giornale ammise di aver ricevuto fondi dal National Endowment for Democracy, un'agenzia bipartisan finanziata dal Congresso e creata per rilevare i finanziamenti di gruppi che in passato avevano ricevuto aiuti segreti dalla CIA. Ma lo staff de La Prensa ha affermato che questo finanziamento era stato dichiarato pubblicamente e legale.
Il 15 marzo 1982 il governo dichiarò lo stato di emergenza e chiuse tutti i mass-media indipendenti. La censura sandinista iniziò a reprimere il dissenso e la stampa d'opposizione. Nello stesso anno La Prensa fu occupata tre volte dalle forze sandiniste e fu costantemente circondata da folle sandiniste. Sotto il FSLN questo modello di ostilità continuò per tutti gli anni del governo sandinista. Durante gli anni '80, La Prensa ricevette ampie sovvenzioni dal National Endowment for Democracy degli Stati Uniti. I membri dello staff de La Prensa scrissero articoli sul Washington Post e su altri importanti giornali statunitensi denunciando i Sandinisti e chiedendo aiuti per i Contras.
Le aspre critiche de La Prensa alle politiche sandiniste, in particolare a quelle economiche, e i suoi attacchi al leader del FSLN Daniel Ortega avrebbero indotto i sandinisti ad adottare diverse restrizioni alla libertà di stampa. I redattori de La Prensa hanno affermato di essere stati perseguitati dalla sicurezza dello Stato e di essere stati talvolta censurati o chiusi, sebbene la tiratura del giornale fosse significativamente superiore a quella della "Barricata" sandinista (70 mila copie contro 45 nel 1986). Le restrizioni furono revocate in un accordo tra Ortega e i suoi oppositori in vista delle elezioni del 1990.
In seguito alla sua serie di articoli sulle violazioni dei diritti umani nell'ottobre e nel novembre 2018 in occasione delle proteste antigovernative, il governo ha imposto un blocco della carta, dell'inchiostro e di altre forniture per la stampa. I media Confidencial e 100% Noticias sono stati saccheggiati e confiscati, i giornalisti Miguel Mora e Lucía Pineda Ubau sono stati arrestati e il lavoro di 68 reporter in esilio è stato interrotto. I negoziati del marzo 2019 hanno portato alla promessa di rimuovere il blocco nell'ottobre 2019, ma il governo non ha mantenuto la promessa. Il blocco è stato revocato solo nel febbraio 2020, dopo 75 settimane, ma il giornale deve ancora pagare i suoi debiti prima di ricevere il materiale necessario per operare.
Il 12 agosto 2021 La Prensa ha sospeso la sua edizione cartacea accusando il governo di essersi rifiutato di rilasciare le importazioni di carta da giornale. I media statali hanno contestato l'affermazione. Il 13 agosto, la polizia antisommossa ha fatto irruzione nella sede de La Prensa per fare una perquisizione. Il governo ha dichiarato che stava indagando su frodi doganali e riciclaggio di denaro da parte dei dirigenti del giornale e ha confiscato la carta da stampa prima di permettere ai lavoratori di tornare nell'edificio con una supervisione continua. I gruppi dei media e dell'opposizione affermano che il raid contro La Prensa ha motivazioni politiche, in quanto precede le elezioni generali del 2021, che hanno visto il governo di Ortega escludere i candidati dell'opposizione, come l'ex redattrice de La Prensa Cristiana Chamorro Barrios. [Il direttore generale, Juan Lorenzo Holmann, è stato arrestato nel 2021; i suoi redattori sono fuggiti dal Paese nel 2022 dopo l'arresto di due autisti e le minacce alle abitazioni del personale. La Prensa è stato l'ultimo giornale stampato rimasto in Nicaragua dopo la chiusura, nel 2019, del giornale di opposizione El Nuevo Diario per un analogo blocco delle forniture cartacee da parte del governo Ortega.